# Asplenium raddianum
Asplenium raddianum là một loài thực vật có mạch trong họ Aspleniaceae. Loài này được Gaudich. miêu tả khoa học đầu tiên năm 1828.